# Perryville (Alaska)
Perryville es un lugar designado por el censo ubicado en el borough de Lake and Peninsula en el estado estadounidense de Alaska. En el Censo de 2010 tenía una población de 113 habitantes y una densidad poblacional de 3,9 personas por km².

## Geografía
Perryville se encuentra en las coordenadas 55°55′49″N 159°8′47″O / 55.93028, -159.14639. Según la Oficina del Censo de los Estados Unidos, Perryville tiene una superficie total de 28.94 km², de la cual 28.89 km² corresponden a tierra firme y (0.18%) 0.05 km² es agua.

## Demografía
Según el censo de 2010, había 113 personas residiendo en Perryville. La densidad de población era de 3,9 hab./km². De los 113 habitantes, Perryville estaba compuesto por el 2.65% blancos, el 0% eran afroamericanos, el 95.58% eran amerindios, el 0% eran asiáticos, el 0% eran isleños del Pacífico, el 0% eran de otras razas y el 1.77% pertenecían a dos o más razas. Del total de la población el 2.65% eran hispanos o latinos de cualquier raza.